# Kościół Matki Bożej Fatimskiej w Żodzinie
Kościół Matki Bożej Fatimskiej w Żodzinie – kościół parafialny w Żodzinie. Wybudowany w latach 1996-2003. Jest to Sanktuarium Matki Bożej Fatimiskiej.

## Historia
6 kwietnia 1993 r. Miejski Komitet Wykonawczy w Żodzinie przydzielił ziemię pod budowę świątyni. 15 maja 1994 r. na placu budowy umieszczono drewniany krzyż, który został zniszczony przez wandalów w nocy 26 czerwca 1994 r. 15 sierpnia 1994 r. na placu kościelnym ustawiono metalowy wagon, gdzie odprawiano nabożeństwa. Podczas świąt i uroczystości modlono się na placu kościelnym. 
7 października 1996 r. proboszcz o. Marek Żuk MIC poświęcił plac budowy kościoła. 11 listopada 1996 r. w fundamenty kościoła wmurowano pierwszy kamień. Projekt budynku i dzwonnicy opracował architekt Innesaj Knysz z Instytutu Projektowego w Borysowie. W czerwcu 1997 r. ukończono piwnice, a we wrześniu ściany świątyni. 1 grudnia 1997 r. przeniesiono z wagonu do kościoła Najświętszy Sakrament, a 7 grudnia w piwnicy odprawiono pierwszą Mszę Świętą. Podczas niezwykle ostrej zimy 1998 r. ukończono dach i wieżę kościoła. Latem 2003 r. ukończono wyposażanie wnętrza świątyni. 13 września 2003 r. kościół konsekrował kardynał Kazimierz Świątek. 
W ołtarzu głównym znajduje się figura Matki Bożej Fatimskiej, a po jej bokach obrazy św. Anny i św. Joachima, poświęcone 26 lipca 2006 r. przez bp Antoniego Dziemankę. 1 grudnia 2007 r. abp Tadeusz Kondrusiewicz poświęcił nowe dzwony.
13 maja 2017 r. z okazji 100-lecia objawień fatimskich abp Tadeusz Kondrusiewicz nadał kościołowi tytuł Sanktuarium Matki Bożej Fatimskiej.